# Google Wave
Google Wave（グーグル ウェーブ）は、米グーグルが2009年5月28日にGoogle I/O 2009で発表した、新しいコミュニケーション及びコラボレーションツールである。ウェブベースで実行し、リアルタイムに共同して編集などが可能で、電子メール、ウィキ、SNSが一体となったサービスである。
当初は開発者向けにリリースされ、2009年9月にプレビューリリースとして10万人のユーザーを加えた。2010年5月にサービスを一般公開したが利用者は増加せず、8月4日に開発中止を表明した。サービスは2012年4月末まで継続された。

## 関連書籍
- あんどうやすし『Google Wave 入門 サービス概要、APIからオープンソースWaveサーバーまで――リアルタイムWebの最前線』（2010年、日経BP社）ISBN 978-4-8222-8438-1